# World of Tomorrow
Pour plus de détails, voir Fiche technique et Distribution.
World of Tomorrow est un film d'animation américain de court métrage réalisé par Don Hertzfeldt et sorti en 2015.

## Synopsis
Une petite fille est emportée dans un voyage hallucinant vers son avenir lointain.

## Fiche technique
- Titre : World of Tomorrow
- Réalisation : Don Hertzfeldt
- Scénario : Don Hertzfeldt
- Animateur : Don Hertzfeldt
- Montage : Don Hertzfeldt
- Musique :
- Producteur : Don Hertzfeldt
- Production : Bitter Films
- Pays de production :  États-Unis
- Durée : 16 minutes
- Dates de sortie :
  - États Unis : 31 mars 2015 (Festival du film de Sundance)
  - France : 15 juin 2015 (Festival international du film d'animation d'Annecy)

## Distribution
- Julia Pott : Emily
- Winona Mae : Emily Prime

## Récompenses et distinctions
En 2015, il remporte la mention du jury et le prix du public pour un court métrage au festival international du film d'animation d'Annecy.